# Topličica (Novi Marof)
Topličica falu Horvátországban Varasd megyében. Közigazgatásilag Novi Marofhoz tartozik.

## Fekvése
Varasdtól 20 km-re délnyugatra, községközpontjától 10 km-re nyugatra az Ivaneci-hegység déli lábánál fekszik.

## Története
A falu közigazgatásilag Madžarevóhoz tartozott. A trianoni békeszerződésig Varasd vármegye Novi Marofi  járásához tartozott. Lakosságát 1961-ig Madžarevohoz számították. Az első önálló népszámláláskor 1971-ben 23 lakosa volt. 2001-ben a falunak 66 háza és 196 lakosa volt.

## Külső hivatkozások
- Novi Marof város hivatalos oldala Archiválva 2011. április 16-i dátummal a Wayback Machine-ben